# Paddy and the Rats
A Paddy and the Rats nevű ír punk rock kocsmazenét játszó magyarországi, miskolci zenekart ír művészneveket használó magyar fiatalok hozták létre a 2000-es évtized végén. Az első felállásban Paddy O'Reilly (dalszerző, énekes; polgári nevén Oravecz Kristóf) zenélt Vince Murphyvel (basszusgitár; polgári nevén Takács Péter) és Joey MacOnkay-val (elektromos gitár; polgári nevén Maczonkai Géza) 2008-tól. Később csatlakozott hozzájuk Seamus Connelly (dob, polgári nevén Pongrácz Balázs), Sonny Sullivan (harmonika) és Sam McKenzie (hegedű, ír síp, skót duda, mandolin; polgári nevén Szabó Sándor Balázs).
A zenekar zenéjében az ír és a kelta népzene motívumait ötvözi a punk rockkal, bár néhol megjelennek orosz, cigány és polka elemek is.
2010-ben jelent meg első albumuk, a Rats on Board, ami nem csak Magyarországon, de külföldön is óriási sikert aratott, emellett a Celtic Rock kelta-rock portálon elnyerték a második és a harmadik helyezést az év zenekara és lemeze szavazásán. 2010-ben ők voltak a legtöbbet letöltött magyar zenekar az iTunes-on.
2011 tavaszán jelent meg második albumuk, a Hymns For Bastards, melyet a jól táncolható jiges ritmusok jellemeznek. 2008 óta már több száz koncerten vannak túl, külföldön és belföldön is egyaránt játszanak, aminek következtében egy masszív rajongótábor jött létre.  Az elmúlt években több magyar fesztiválon (Hegyalja Fesztivál, Campus, Szin, EFOTT, Pannónia Fesztivál, VOLT Fesztivál) is részt vettek és bejárták fél Európát (Németország, Franciaország, Olaszország, Ausztria, Svédország, Dánia, Szlovákia stb.).
2011. április 17-én telt házas koncertet tartottak az A38 Hajón, majd tavasszal országos lemezbemutató turnét tartottak.
2012 áprilisában Sonny Sullivan kivált a zenekarból, helyét Bernie Bellamy (polgári nevén Babicsek Bernát) vette át. Bernie 2022. január elsején lakástűzben elhunyt.

## Tagok
Jelenlegi tagok
- Paddy O'Reilly / Oravecz Kristóf – ének, akusztikus gitár (2008-tól)
- Vince Murphy / Takács Péter – basszusgitár (2008-tól)
- Joey MacOnkay / Maczonkai Géza – elektromos gitár, háttérvokál (2008-tól)
- Seamus Connelly / Pongrácz Balázs – dobok, háttérvokál (2008-tól)
- Sam McKenzie / Szabó Sándor Balázs – hegedű, ír síp, skót duda, mandolin (2008-tól)

Korábbi tagok
- Sonny Sullivan – harmonika (2008–2012)
- Bernie Bellamy / Babicsek Bernát – harmonika, háttérvokál (2012–2022)

## Diszkográfia
Stúdióalbumok
- Rats on Board (2010)
- Hymns For Bastards (2011)
- Tales From The Docks (2012)
- Lonely Hearts' Boulevard (2015)
- Riot City Outlaws (2017)
- From Wasteland to Wonderland (2022)
- Lord of the Drinks (2024)

## Külső hivatkozások
- celtic-rock.de
- Interjú Paddy O'Reillyvel
- Az Underground Magazin interjúja a Paddy and the Ratsel
- A Hökkentő Tévé interjúja a Paddy and the Ratsel
- Interjú Paddyvel a harmadik lemezről
- Tales From The Docks lemezkritika